# 弗朗齐歇克·卡缅斯基
弗朗齐歇克·迪奧尼齊·卡缅斯基（波兰语：Franciszek  Dionizy Kamieński，俄语：Франц Михайлович Каменский1851年—1912年）是一名俄罗斯帝国的波兰植物学家。

## 生平
卡缅斯基在1851年生于俄罗斯帝国波兰议会王国卢布林，早年在華沙皇家学院完成課程后，后在德意志帝国斯特拉斯堡和布雷斯勞的實驗室學習。1875年，他在斯特拉斯堡大学獲得博士學位，1877年成為利沃夫大學的教员，然後在同一城市的理工學院和獸醫學院擔任植物學教師。1882年，他被授予碩士學位，1886年獲得聖彼德堡大學植物學博士學位。同年，他被邀請擔任新羅西斯克大學的植物學私人講解員，從1888年起，他是那裡的傑出教授。1887-1888年，他被派往克里米亞研究俄国南部海岸的植物區系。1889年，他前往倫敦，在邱園皇家植物園描述和发现了狸藻屬植物。